# Khu bảo tồn thiên nhiên quốc gia Besh-Aral
Khu bảo tồn thiên nhiên quốc gia Besh-Aral là một khu bảo tồn thiên nhiên nằm tại tỉnh Jalal-Abad, phía tây Kyrgyzstan. Được thành lập vào năm 1979 và diện tích hiện tại là 112.018 ha, khu bảo tồn này là một phần của Di sản thế giới Tây Thiên Sơn được UNESCO công nhận.

## Lịch sử
Được thành lập vào ngày 21 tháng 3 năm 1979, khu bảo tồn này bảo vệ khu vực tự nhiên độc đáo và rừng trong thung lũng sông Chatkal, và môi trường sống của nhiều loài động thực vật hoang dã nguy cấp như marmot Menzbier, tulip Grieg, tulip Cauffman. Khi mới thành lập, diện tích của nó là 116.700 ha. Năm 1994, liên quan đến việc thành lập Lâm trường Chatkal, ranh giới của khu bảo tồn được thay đổi và diện tích giảm xuống còn 63.200 ha (theo Nghị định 573 của Chính phủ ngày 1 tháng 8 năm 1994). Đến ngày 16 tháng 7 năm 2002, môi trường sống của loài marmot thay đổi và các khu vực khác đã dần được đưa vào khu bảo tồn, diện tích tăng lên 86.748 ha (Nghị định 499 của Chính phủ ngày 26 tháng 7 năm 2002). Năm 2006, việc sáp nhập Khu bảo tồn thiên nhiên quốc gia Besh-Aral với khu bảo tồn Sandalash đã tăng tổng diện tích lên tới 112.018 ha.